# 欧洲E18公路

欧洲E18公路

欧洲E18公路（E18）是欧洲的一条国际公路，起点为英国的克雷加文，经过挪威、瑞典和芬兰，终点为俄罗斯的圣彼得堡，全长约1890公里。
其中共有两段渡轮连接。第一段为英国纽卡斯尔到挪威克里斯蒂安桑。另一段为瑞典卡珀尔谢尔到芬兰玛丽港。

## 线路
欧洲E18公路穿过以下主要城市：

- 英国：克雷加文 - 贝尔法斯特 - 拉恩 - 斯特兰拉尔 - 格雷纳 - 卡莱尔 - 纽卡斯尔 - （渡轮）
- 挪威：（渡轮）- 克里斯蒂安桑 - 阿伦达尔 - 波什格伦 - 拉尔维克 - 桑讷菲尤尔 - 滕斯贝格 - 霍滕 - 德拉门 - 奥斯陆 - 奥斯 - 阿希姆
- 瑞典：卡尔斯塔德 - 克里斯蒂娜港 - 卡尔斯库加 - 厄勒布鲁 - 阿尔博加 - 韦斯特罗斯 - 斯德哥尔摩 - 诺尔泰利耶 - （渡轮）
- 芬兰：（渡轮）- 玛丽港 - 图尔库 - 萨洛 - 洛赫亚 - 赫尔辛基 - 波尔沃 - 洛维萨 - 科特卡 - 哈米纳 - 瓦利马
- 俄罗斯： 维堡 - 圣彼得堡

## 沿途风景

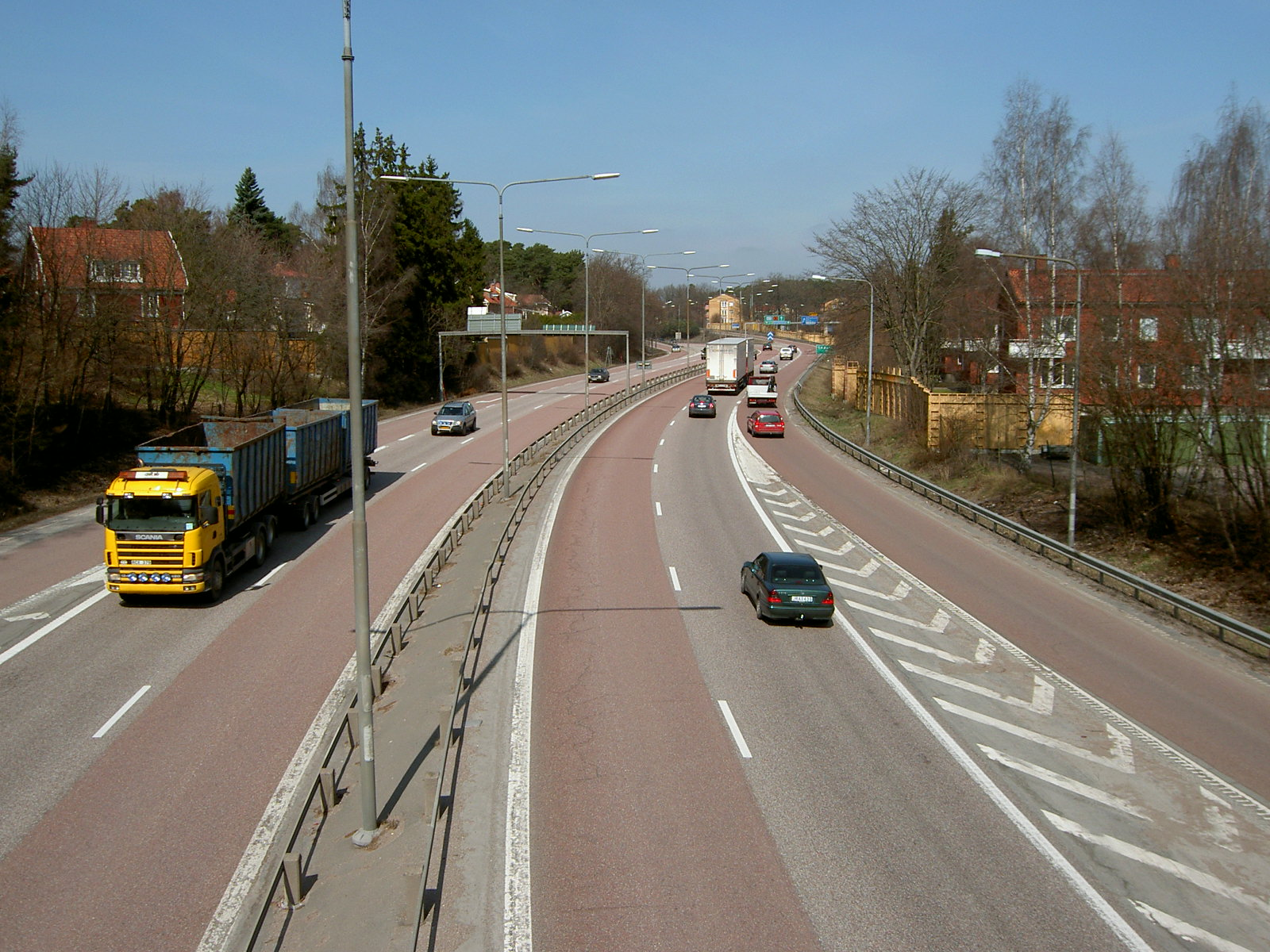
欧洲E18公路瑞典韦斯特罗斯路段
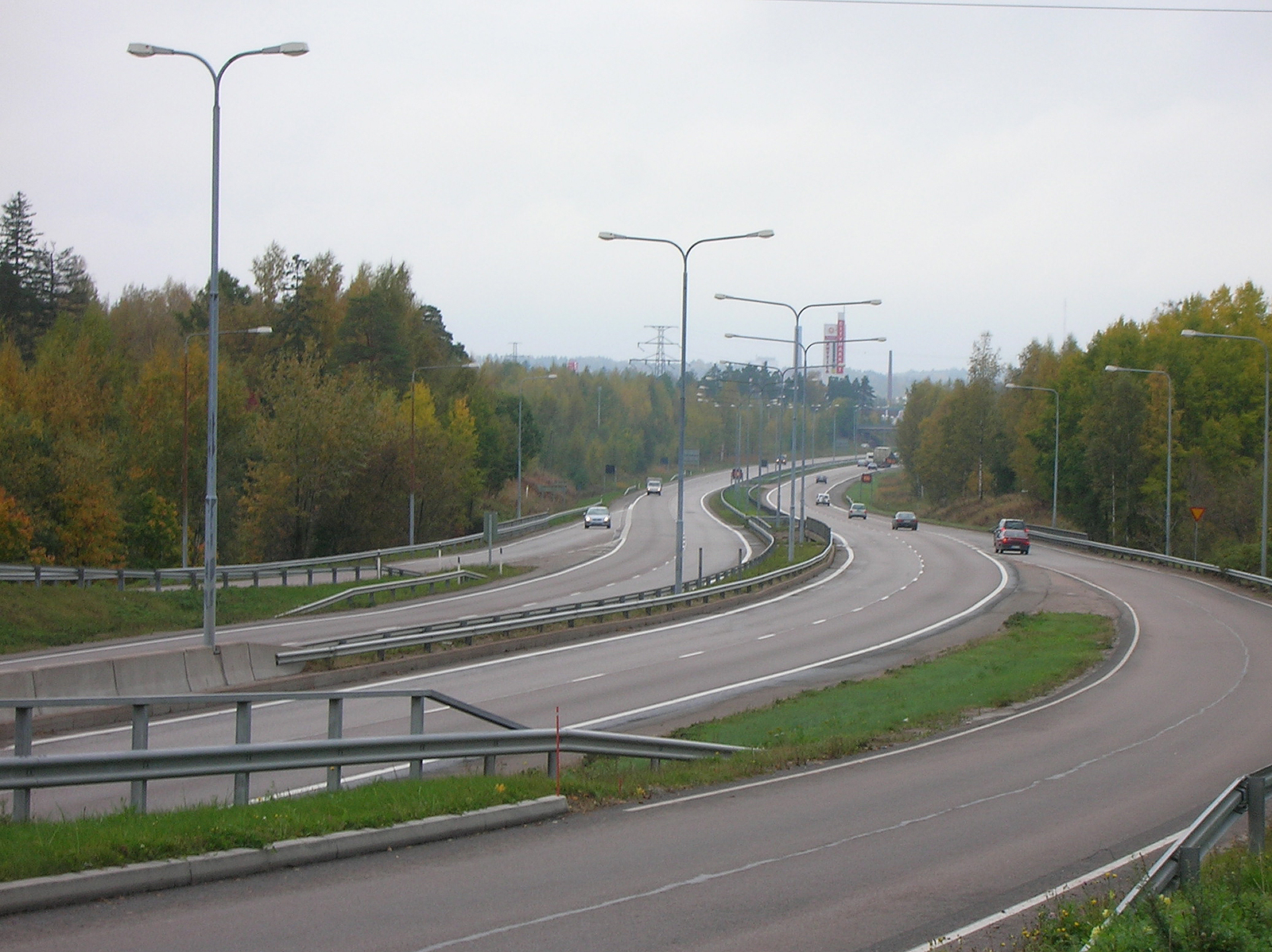
欧洲E18公路芬兰科特卡路段
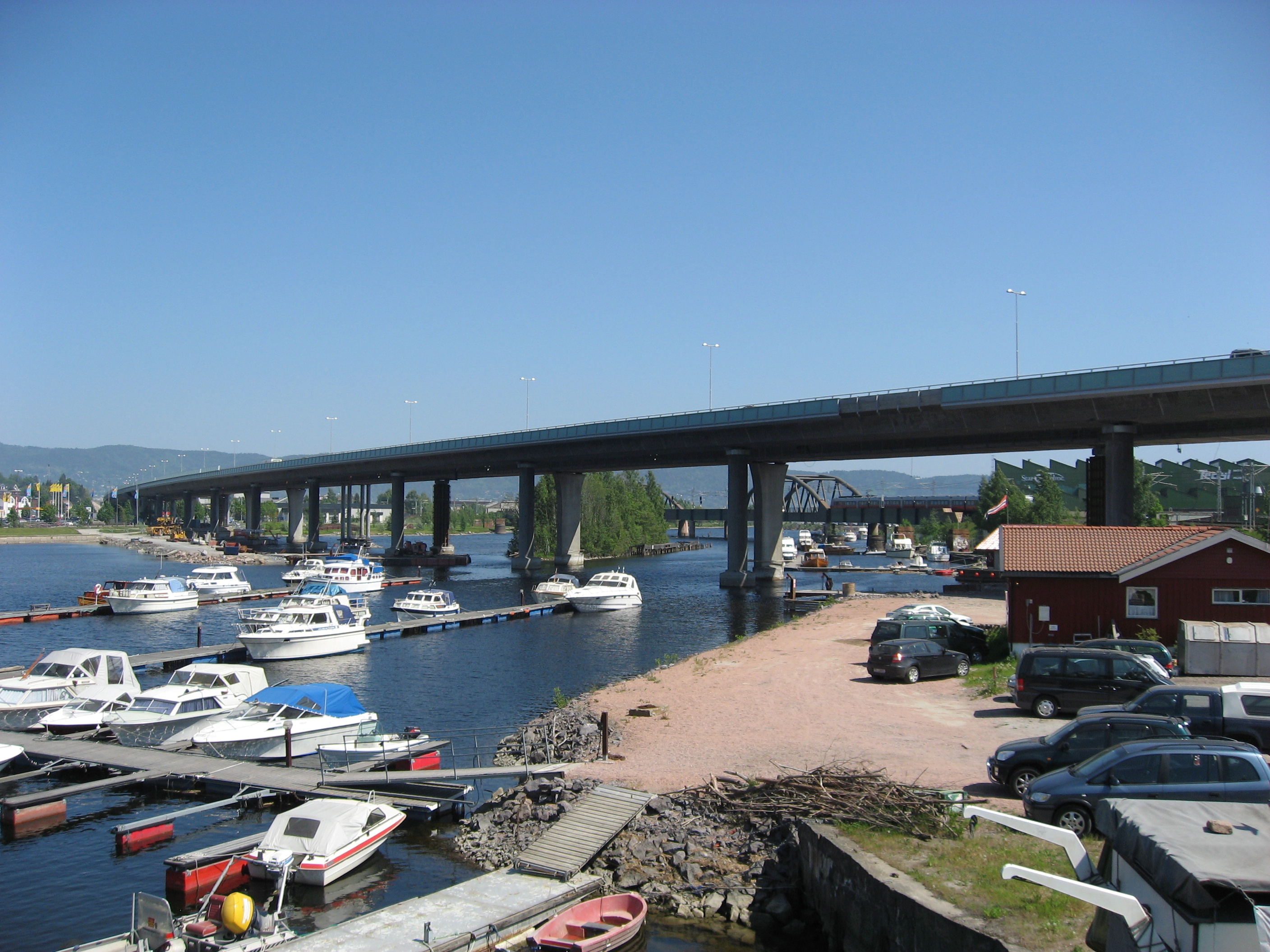
欧洲E18公路挪威德拉门路段